# Балей Вірко Петрович
Вірко Балей (Вірослав Петрович Балей, англ. Virko Baley; нар. 21 жовтня 1938, Радехів) — українсько-американський диригент, піаніст, композитор, музичний діяч.

## Життєпис

### Дитинство та освіта
Вірко був єдиним сином у родині Петра та Лідії Балеїв. Йому ще не було року, як  розпочалася Друга світова війна. Родину переселили до Словаччини, згодом вони переїхали до Мюнхена. З 1947 до 1949-го жили в таборі для переселенців у Регенсбурзі (Німеччина).
Змалку Вірко любив музику. Першим учителем став Роман Савицький, львівський піаніст, який перебував у тому саме таборі.
З 1949 живе у США. За океаном Вірко продовжив освіту й у 1962 році закінчив консерваторію в Лос-Анджелесі.
Професор Невадського університету в Лас-Вегасі. З 1971 — художній керівник щорічного фестивалю сучасної музики, з 1974 — керівник камерного оркестру, 1976—1978 — симфонічного оркестру університету, 1983—1988 — оперного театру (всі в Лас-Вегасі). З 1988 — багато разів гастролював в Україні. Лауреат Державної премії України ім. Т. Г. Шевченка (1996), удостоєний цієї нагороди першим серед американців. Зарубіжний член НСКУ.
Балей співпрацював із видатним українським кінорежисером Юрієм Іллєнком. Двоє митців створили два фільми — «Лебедине озеро. Зона» (1990) за сценарієм, написаним Сергієм Параджановим, і «Молитва за гетьмана Мазепу» (2001/2010). До першої стрічки Вірко не лише написав музику, а й був продюсером проєкту.

## Твори
- Опера «Голод» (лібр. Богдана Бойчука, 1986—1993);
- для симфонічного оркестру: Симфонія, «Дума-монолог», присвячена Артемію Веделю (1984, 2-а ред. 1988), «Яблуко Адама» (1990);
- для камерного оркестру: «Dreamtime» (1993—1995), драматична сцена (моноопера) для мецо-сопрано і оркестру «Клітемнестра» на однойменну поему Оксани Забужко (1997—1998);
- інструментальні концерти: для фортепіано з оркестром (1990—1992), 2 для скрипки з оркестром (1987, 1988); для гобоя та струнного оркестру — «Спів Орфея» (1993);
- камерні твори: «Tropes» для віолончелі з фортепіано, Партита № 1 (1970—1976) для 3-х тромбонів і 3-х фортепіано, Партита № 2 (1992) для туби і фортепіано, цикл «Різьблені птахи» для кларнета і фортепіано
- для фортепіано: 7 Nocturnals (1958—1994), 2 думи (1959);
- Етюд для скрипки соло
- Вокальні цикли
- Пісні

У 1989 році Вірко Балей написав музику і був одним із продюсерів фільму «Лебедине озеро. Зона» (режисер — Юрій Іллєнко, сценарист — Сергій Параджанов), який здобув премію ФІПРЕССІ на Каннському кінофестивалі 1990 року. Пізніше Балей став композитором іншого фільму Юрія Іллєнка — «Молитва за гетьмана Мазепу» (2002).
Також, опублікував низку статей у пресі про українських композиторів (В. Сильвестрова, В. Загорцева, В. Бібіка, Л. Дичко, Л. Грабовського та ін.).